# Antonio Ruiz Villalba
Antonio Ruiz Villalba (Jérez del Marquesado, 1938 - Barcelona, 1 de novembre de 1971) va ser un treballador de la SEAT mort a trets per la policia franquista durant la vaga de la SEAT de 1971.
El 18 d'octubre del 1971 hi va haver diferents moviments dins la fàbrica de cotxes per protestar contra l'acomiadament de 14 enllaços sindicals, protesta que ja havia provocat vagues i altres mobilitzacions. La policia franquista hi va respondre entrant a la fàbrica, ocupada pels obrers en vaga, carregant contra els treballadors, a cavall i a peu, amb l'objectiu de desallotjar-los. Ruiz Villalba va quedar greument ferit al taller 1, on la policia va engegar diversos trets. Ruiz tenia l'estómac perforat en vuit forats produïts per ferides de bala. A conseqüència d'aquesta agressió, Antonio Ruiz Villalba va morir el primer de novembre i el van enterrar al Cementiri de les Corts l'endemà mateix.
Ruiz Villalba té un passatge dedicat a Barcelona des del 2016 i un carrer, des del 1999, al barri de Castellarnau de Sabadell on la majoria de vials porten noms de persones significades per la lluita a favor de la llibertat i la dignitat humanes.